# Vicki
Vicki es un personaje de ficción interpretado por Maureen O'Brien en la longeva serie británica de ciencia ficción Doctor Who. Se trata de una huérfana del siglo XXV que se convierte en una acompañante del Primer Doctor y un personaje regular en el reparto durante la segunda y la tercera temporada, en 1965. Nunca se reveló su apellido en el transcurso de la serie. Vicki apareció en 9 historias (38 episodios).

## Historia del personaje
Vicki aparece por primera vez en el serial The Rescue. Es la superviviente de una nave espacial estrellada en el planeta Dido amenazada por el monstruoso Koquillion (que mató a la tripulación, incluyendo al padre de Vicki). Entonces conoce al Doctor y sus acompañantes Ian y Barbara. Aún triste por su reciente separación de su nieta Susan al final de The Dalek Invasion of Earth, el Doctor invita a la adolescente a unirse a la tripulación de la TARDIS.
En muchos aspectos, Vicki es una adolescente corriente. Es como una nieta para el Doctor, y ella cuida de él como si fuera su propio abuelo. Al principio es raro que tome la iniciativa, dependiendo de Ian, Barbara, y después Steven Taylor, a quien trata como un hermano mayor. Es ella quien convence al Doctor de que deje a Ian y Barbara usar una máquina del tiempo Dalek para volver a su propia época en The Chase. Como muchos otros, sus viajes con el Doctor la cambian y la hacen madurar, y en The Chase y The Time Meddler comienza a notarse sus habilidades como miembro del equipo de pleno derecho.
Finalmente, Vicki se enamora del guerrero Troilo cuando la TARDIS aterriza durante el asedio de Troya (The Myth Makers). Tras asegurarse de que Steven y el Doctor estarán bien sin ella, decide quedarse con Troilo, pasando a la leyenda como Crésida, el nombre que le dio el Rey Príamo.

## Otras menciones
Vicki es mencionada por el Quinto Doctor en Castrovalva y por el Séptimo Doctor en The Curse of Fenric, y aparece una imagen suya junto con la de todos los acompañantes hasta ese punto salvo Leela y Kamelion en la pantalla del escáner de Resurrection of the Daleks.
| Predecesor: Susan Foreman | Acompañante del Doctor con Ian Chesterton Barbara Wright y Steven Taylor 1964-1965 | Sucesor: Katarina |

- Datos: Q3556957